# 逐愛 (2021年電視劇)
《逐愛》 （英語：The Pursuit of Love） 是一部2021年英國電視迷你劇，改編自英國作家南希·米特福德於1945年出版的同名小說《逐愛》，並由艾蜜莉·摩提默撰寫劇本、導演、製作，共三集。本劇背景設定於兩次世界大戰期間，琳達·瑞德勒（英語：Linda Radlett）追尋愛情的冒險。由莉莉·詹姆斯、阿薩·布瓦和摩提默主演。2021年5月9號在BBC One正式播出。

## 角色
- 莉莉·詹姆斯 飾演 Linda Radlett
- 安德魯·史考特 飾演Lord Merlin
- 埃米莉·比徹姆 飾演 Fanny Logan
- 多明尼克·魏斯特 飾演 Uncle Matthew
- 桃莉·威爾斯（英语：Dolly Wells） 飾演  Aunt Sadie
- 約翰·漢弗南（英语：John Heffernan） 飾演 Davey
- 碧蒂·愛德蒙森（英语：Beattie Edmondson） 飾演 Louisa Radlett
- 阿薩·布瓦（英语：Assaad Bouab） 飾演 Fabrice De Sauveterre
- 舒薩·拉蒂（英语：Shazad Latif） 飾演 Alfred Wincham
- 弗雷迪·福克斯 飾演 Tony Kroesig
- 艾蜜莉·摩提默 飾演 The Bolter
- 安娜貝·穆利昂（英语：Annabel Mullion） 飾演 Aunt Emily
- 詹姆斯·法蘭徹維爾（英语：James Frecheville） 飾演 Christian Talbot

## 集數
| 集數 | 標題      | 導演          | 編劇          | 上線日期     |
| ---- | --------- | ------------- | ------------- | ------------ |
| 1    | Episode 1 | 艾蜜莉·摩提默 | 艾蜜莉·摩提默 | 2021年5月9日 |
| 2    | Episode 2 | 艾蜜莉·摩提默 | 艾蜜莉·摩提默 | 2021年5月9日 |
| 3    | Episode 3 | 艾蜜莉·摩提默 | 艾蜜莉·摩提默 | 2021年5月9日 |

## 評價
該劇在爛番茄38則評論中獲得了84分；在Metacritic的15則評論中則獲得了74分。